# Ґерлахово (Косцянський повіт)
Ґерлахово (пол. Gierłachowo, нім. Jägerndorf) — село в Польщі, у гміні Кшивінь Косцянського повіту Великопольського воєводства.
Населення — 229 осіб (2011).
У 1975-1998 роках село належало до Лешненського воєводства.

## Демографія
Демографічна структура станом на 31 березня 2011 року:
|          | Загалом | Допрацездатний вік | Працездатний вік | Постпрацездатний вік |
| -------- | ------- | ------------------ | ---------------- | -------------------- |
| Чоловіки | 119     | 25                 | 80               | 14                   |
| Жінки    | 110     | 21                 | 66               | 23                   |
| Разом    | 229     | 46                 | 146              | 37                   |